# Tatsine
Tatsine (en ucraïnès: Тацине, en rus: Тацино, Tatsino) és una vila de l'óblast de Luhansk a Ucraïna. Fins al 2020 era part de l'àrea del districte de Rovenkí. La ciutat està ocupada per Rússia i és administrada per la República Popular de Luhansk. El 2022 tenia 251 habitants.

## Història
Tatsine es fundà el 1910, i es deia Taline fins al 1962, rebé l'estatus d'assentament de tipus urbà el 1969.
El 2014, durant la Guerra al Donbàs, les forces prorusses prengueren el control de Tatsine i des d'aleshores està controlada per la República Popular de Luhansk.